# Angelo Recchia
Angelo Recchia (Verona, 1816 – Verona, 1882) è stato un pittore italiano.

## Biografia
Angelo Recchia veronese di nascita, si è diplomato all'Accademia Cignaroli di Verona, dove ha frequentato con interesse le lezioni di Giovanni Caliari (1802-1850) di orientamento “purista”, il quale lo stimolò alla conoscenza dei classici del ‘500, e allo studio delle opere di Raffaello e di altri importanti pittori del Rinascimento.
L'alto livello raggiunto, gli ha permesso di realizzare soggetti classici che potevano essere collocati negli stessi ambienti, dove già si trovavano importanti opere dei maestri del passato. Questo risultato creò non pochi dissapori con i colleghi contemporanei impostati sul verismo, che lo accusavano di conservatorismo. Su questo stato di cose, agiva anche il fatto che Angelo Recchia, riusciva ad ottenere importanti commesse nell'ambito ecclesiastico, a dispetto degli altri artisti che non considerati, venivano snobbati.

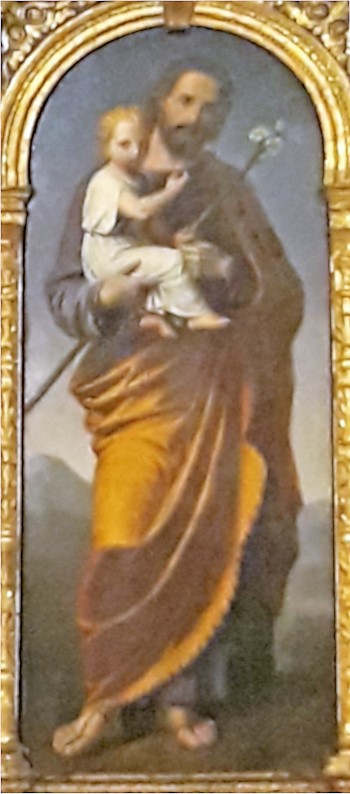
San Giuseppe, particolare del polittico di San Giorgio in Braida.

Lavorò in modo continuativo dal 1840 al 1870, dando in questo trentennio, il meglio della sua produzione e ottenendo nel 1841 la nomina da docente all'Accademia di Belle Arti di Verona. 
I quadri di Angelo Recchia, dimostrano la tipicità espressiva  degli artisti “di tradizione”, impegnati nello studio approfondito dei soggetti classici; questi, ricercano nelle opere degli antichi maestri quelle indicazioni, che possono farli maturare nel tratto pittorico, rendendo possibile la realizzazione di  opere, che per qualità, possano non sfigurare vicino ai grandi capolavori del 5-600".
Il primo dipinto conosciuto è: Lezione Serale all'Accademia (1837) conservato alla Galleria d'arte moderna Achille Forti di Verona, Ritratto di Famiglia (1839) collezione privata, Madonna con Bambino e Angeli e Santi (1849) conservato nella chiesa di San Tornio a Verona, Sacro Cuore di Gesù (1850) conservato nella chiesa di Santa Maria della Scala, 14 dipinti della Via Crucis (1850) per la chiesa di San Massimo di Verona, Ragazzo e Ragazza al sole e Ritratto di Giovane Uomo (1855) conservati nel Museo di Castelvecchio a Verona.
Fra i ritratti ricordiamo: Maddalena di Canossa (1855), Vincenzo Maria Polloni (1855), Domenico Pompei (1855), Giuseppe Maria Belloni(1855).
Negli anni successivi al 1870 Angelo Recchia, causa malattie e incomprensioni, si è ritrovato a dipingere per vivere; la conclusione amara della sua carriera è confermata dal dipinto L’Arte avvilita, presentato all'esposizione Veronese del 1876, oggi conservato alla Galleria d'arte moderna Achille Forti di Verona. 

### Morte
Morì in povertà all'età di 66 anni, nel ricovero di mendicità di Verona nel 1882.